# Pseudovipio insubricus
Pseudovipio insubricus är en stekelart som först beskrevs av Josef Fahringer 1926.  Pseudovipio insubricus ingår i släktet Pseudovipio och familjen bracksteklar. Inga underarter finns listade i Catalogue of Life.